# Can Simon
Can Simon és un edifici de Saus, Camallera i Llampaies (Alt Empordà) que forma part de l'Inventari del Patrimoni Arquitectònic de Catalunya. Està situat dins del nucli urbà de la població de Saus, al bell mig del terme al carrer Major.

## Descripció
És un edifici entre mitgeres de planta rectangular, amb la coberta de dues vessants de teula i distribuït en planta baixa i pis. Presenta un gran portal d'arc de mig punt, bastit amb grans dovelles i, al seu costat, una senzilla finestra rectangular emmarcada amb tres carreus de pedra i l'ampit restituït. Al pis, damunt l'accés, hi ha una finestra bastida amb carreus de pedra i llinda decorada formant un arc conopial, decorada amb una motllura simple.
La construcció és bastida amb pedra desbastada de diverses mides, disposada formant filades més o menys rectangulars.

## Història
És una casa construïda en els segles XVI-XVII, amb reformes posteriors. L'any 1984 estava abandonada i en un estat deficient. Actualment la façana principal ha estat rehabilitada i presenta un bon estat.